# Рома (театр)
Музыка́льный теа́тр «Ро́ма» (пол. Teatr Muzyczny «Roma») — музыкальный театр в Варшаве.
До 1990-х годов — «Варшавская оперетта».

## «Рома»
С 1966 года театр расположен в центре Варшавы, по адресу Новогродзкая улица, дом 49 (с 1966 года).
В репертуаре театра — мюзикл и классическая оперетта. Театр проводит политику популяризации мюзикла и демонстрирует растущую популярность этого жанра. Например, мюзикл «Призрак Оперы», поставленный на сцене театра, увидели почти 700 тысяч зрителей. За 15 лет музыкальный театр посетили около 3 миллионов зрителей С начала 1998 года директором и художественным руководителем театра является Войцех Кепчиньский (пол. Wojciech Kępczyński), а заведующим литературной частью — Михал Войнаровский. На сцене театра для польской публики были поставлены три самых популярных в истории мюзикла: «Кошки» и «Призрак Оперы» Эндрю Ллойда Уэббера, а также «Отверженные» Клод-Мишеля Шёнберга. На сцене театра были премьеры польских мюзиклов, в том числе семейного мюзикла «Академия господина Кляксы» (2007).
Среди текущих спектаклей театра есть известные классические оперетты: «Весёлая вдова» Франца Легара и «Орфей в аду» Жака Оффенбаха.

## Фотогалерея

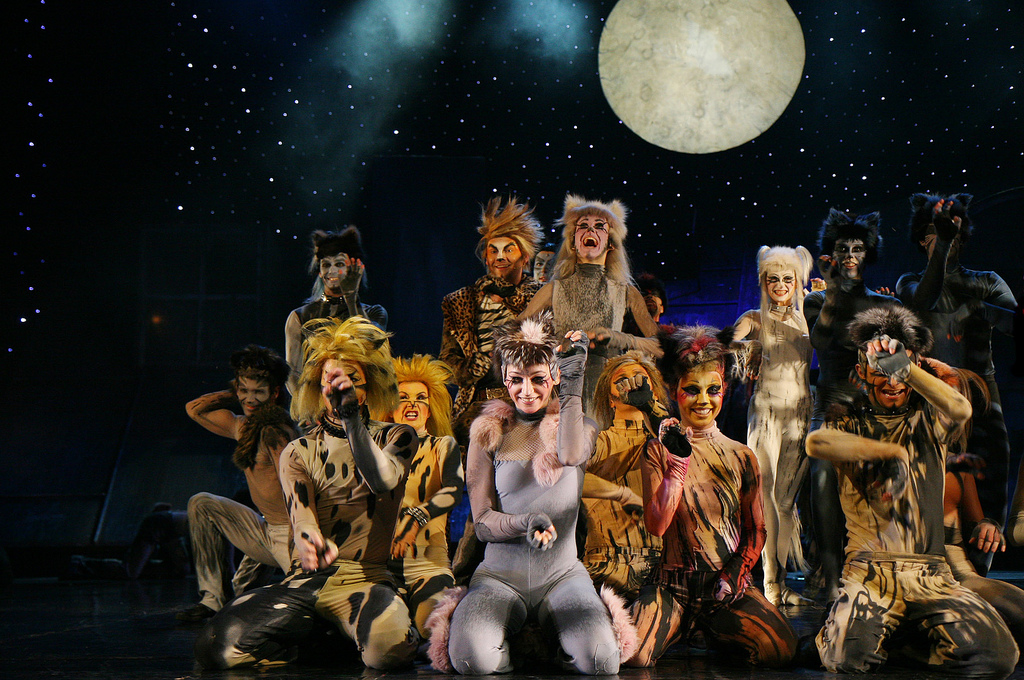
Мюзикл «Кошки»
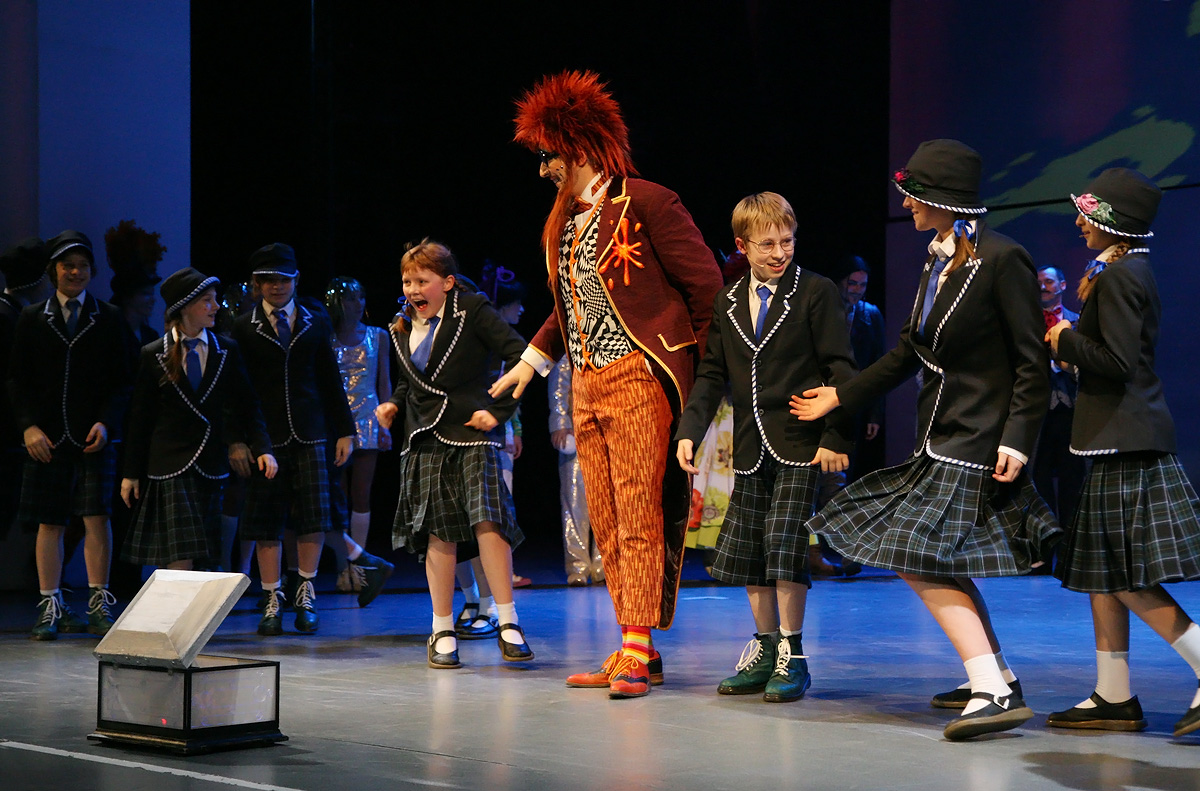
Мюзикл «Академия господина Кляксы»
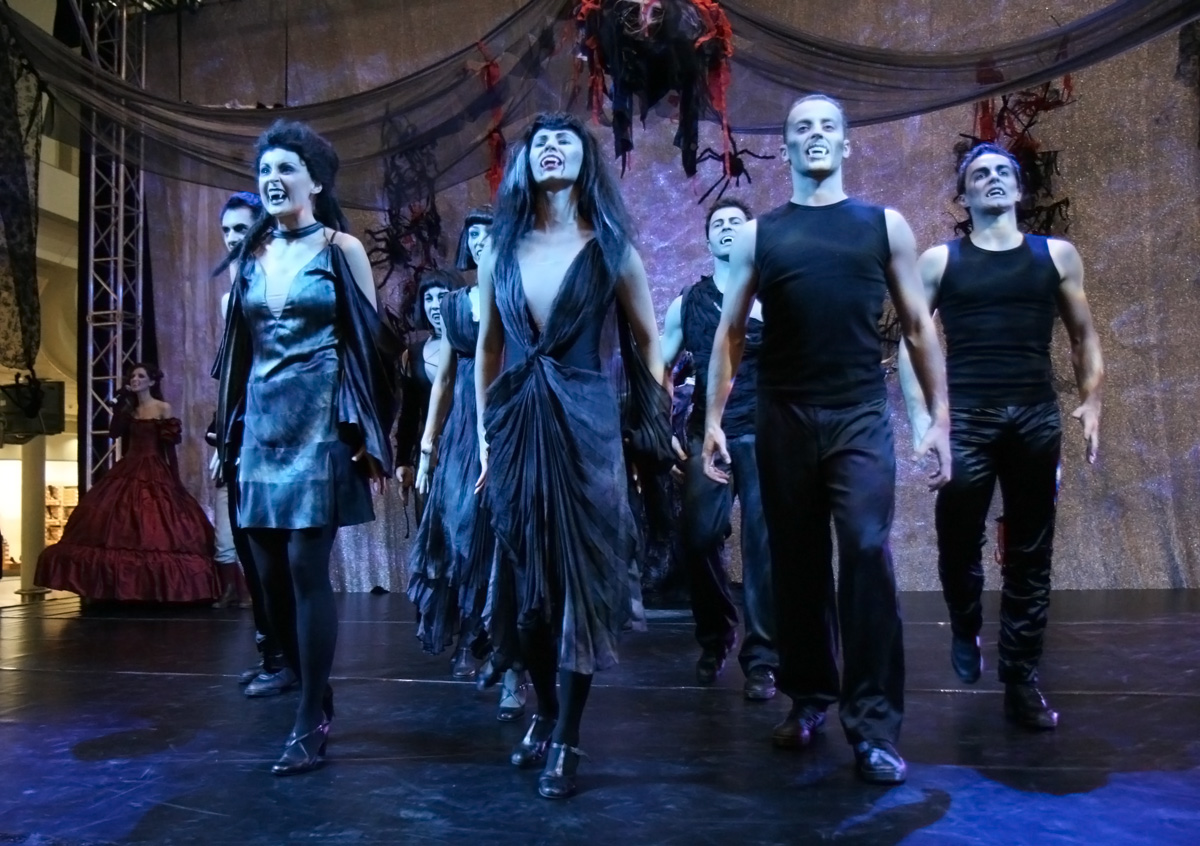
Мюзикл «Танец вампиров»
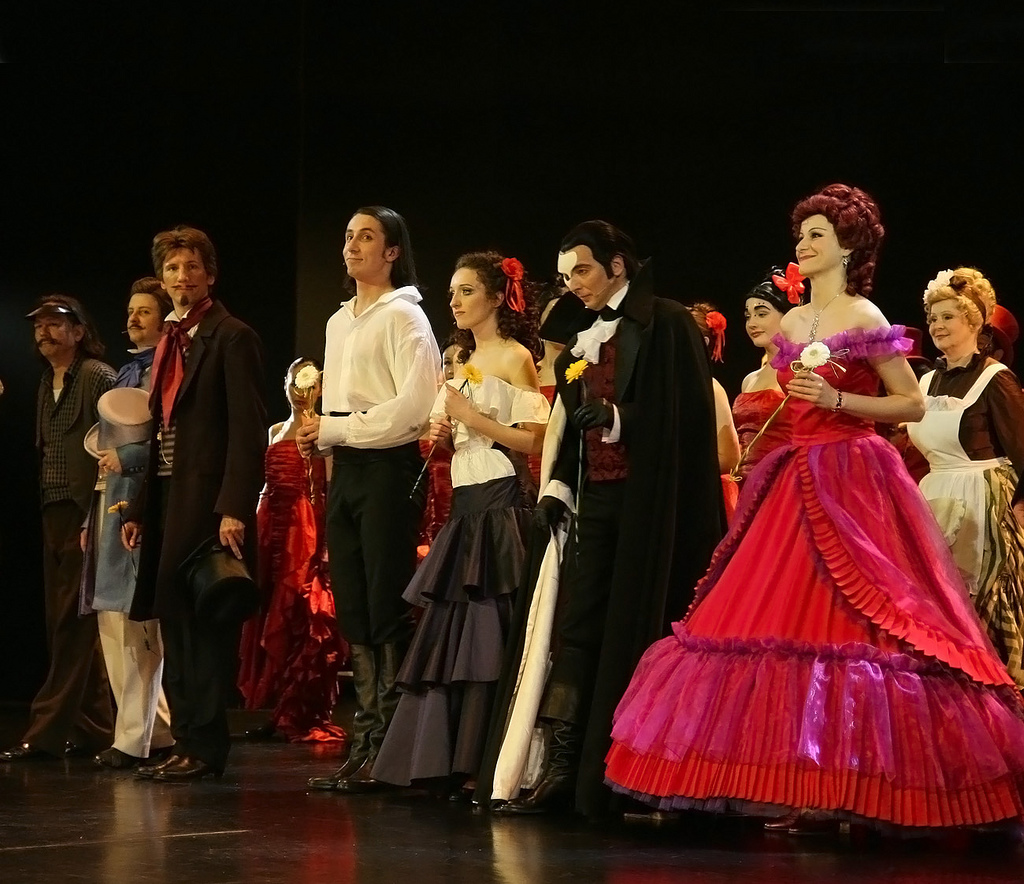
Мюзикл «Призрак Оперы»